# Jefferson Airplane
Pour les articles homonymes, voir Jefferson.
Jefferson Airplane est un groupe américain de rock psychédélique, originaire de San Francisco, en Californie. Rattaché au San Francisco Sound, il est l'un des précurseurs du mouvement psychédélique. Le groupe est entré au Rock and Roll Hall of Fame en 1996.
D'après le livret qui accompagne leur troisième album, le groupe a pris pour nom celui d'un appareil volant de conception américaine.
Selon Jorma Kaukonen, membre du groupe, le nom a été inventé par l'un de ses amis, Steve Talbot, lorsqu'il était à Berkeley, en référence au pionnier du blues Blind Lemon Jefferson.
En argot anglais, l'expression « Jefferson airplane » désigne l'utilisation d'une allumette usagée pour tenir un joint de marijuana lorsqu'il est devenu trop court, afin de ne pas se brûler les doigts. Une légende urbaine prétend que c'est l'origine du nom du groupe.

## Biographie

### Formation
Le groupe se forme sur la côte ouest des États-Unis pendant l'été 1965, durant ce qui est appelé le « boom folk » de la Baie de San Francisco, avec le chanteur Marty Balin, le guitariste folk Paul Kantner, le guitariste blues Jorma Kaukonen, la chanteuse jazz / folk Signe Toly Anderson, le batteur Jerry Peloquin, et le bassiste Bob Harvey. Leur style musical s'inspire notamment des Beatles, des Byrds ou encore de Lovin' Spoonful. 
Le groupe se produit en public pour la première fois, le 13 août 1965, au Matrix Club de San Francisco, avec un certain succès. Peloquin, batteur saisonnier, quitte le groupe après quelques semaines, reprochant aux autres de se droguer. Il est remplacé par Skip Spence. Leur son devient graduellement plus électrique, aussi ils remplacent le bassiste Bob Harvey, en octobre 1965, par un ami d'enfance de Kaukonen, Jack Casady,. Peu de temps après, ils signent avec RCA et enregistrent l'album Jefferson Airplane Takes Off, sorti en 1966. La même année, Spence est remplacé par le batteur jazz Spencer Dryden, et Anderson par la chanteuse Grace Slick, alors membre d'un autre groupe de San Francisco, The Great Society. Le nom du groupe est alors abrégé en The Airplane par leurs fans. Slick est un apport important : sa voix contralto fait merveille avec la musique psychédélique du groupe, et, dans ses bagages, elle apporte deux titres de Great Society : White Rabbit de sa composition et Somebody to Love de Darby Slick, guitariste de cette formation. Ce sont les deux premiers succès de l'Airplane.

### Succès

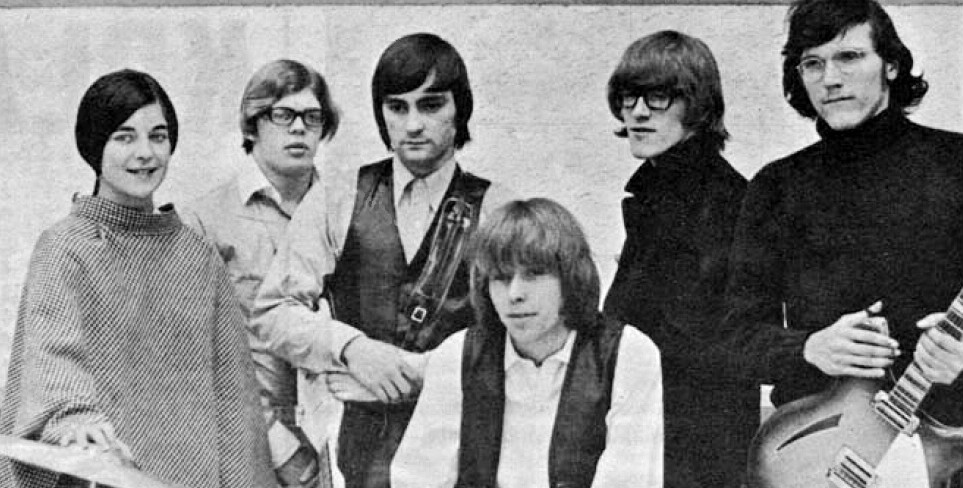
Jefferson Airplane début 1966. De gauche à droite : Anderson, Casady, Balin, Spence, Kantner, et Kaukonen.

Leur participation au Monterey International Pop Festival en juin 1967 leur donne une notoriété nationale. Ce festival présentant des groupes locaux (San Francisco, Los Angeles) et du Royaume-Uni est diffusé sur certaines chaînes de télévision nationales, permettant aux groupes de toucher un large public. Ils apparaissaient notamment dans certaines émissions comme The Ed Sullivan Show, enregistrées en couleur et agrémentées des derniers effets vidéos de l'époque. Leur célèbre interprétation de White Rabbit sur ce show est notamment remarquable pour l'utilisation avant-gardiste d'incrustation vidéo pour simuler leur lightshow psychédélique.
Jusqu'en 1970, la composition du groupe reste stable et cinq albums sont enregistrés. Le premier d'entre eux, Surrealistic Pillow (1967), comprend deux morceaux devenus des classiques : White Rabbit (inspiré par Alice au Pays des Merveilles), et le vibrant Somebody to Love. On y trouvait également Embryonic Journey, solo de guitare acoustique de Kaukonen, réminiscence de l'influence folk, inspiré par les références à la guitare acoustique contemporaine d'un John Fahey. Cet album a un grand succès, il atteignit la sixième place des charts américains, où figuraient Sgt. Pepper's Lonely Hearts Club Band des Beatles, The Doors des Doors et The Piper at the Gates of Dawn de Pink Floyd. Il est considéré comme un des albums initiateurs du Summer of Love, apogée du mouvement hippie à San Francisco.
Sorti la même année, l'album After Bathing at Baxter's montre davantage encore leur maîtrise du rock psychédélique ; sur la couverture devenue mythique, un dessin fantastique de l'artiste Ron Cobb représente la maison du groupe, transformée en machine volante façon Heath Robinson. 

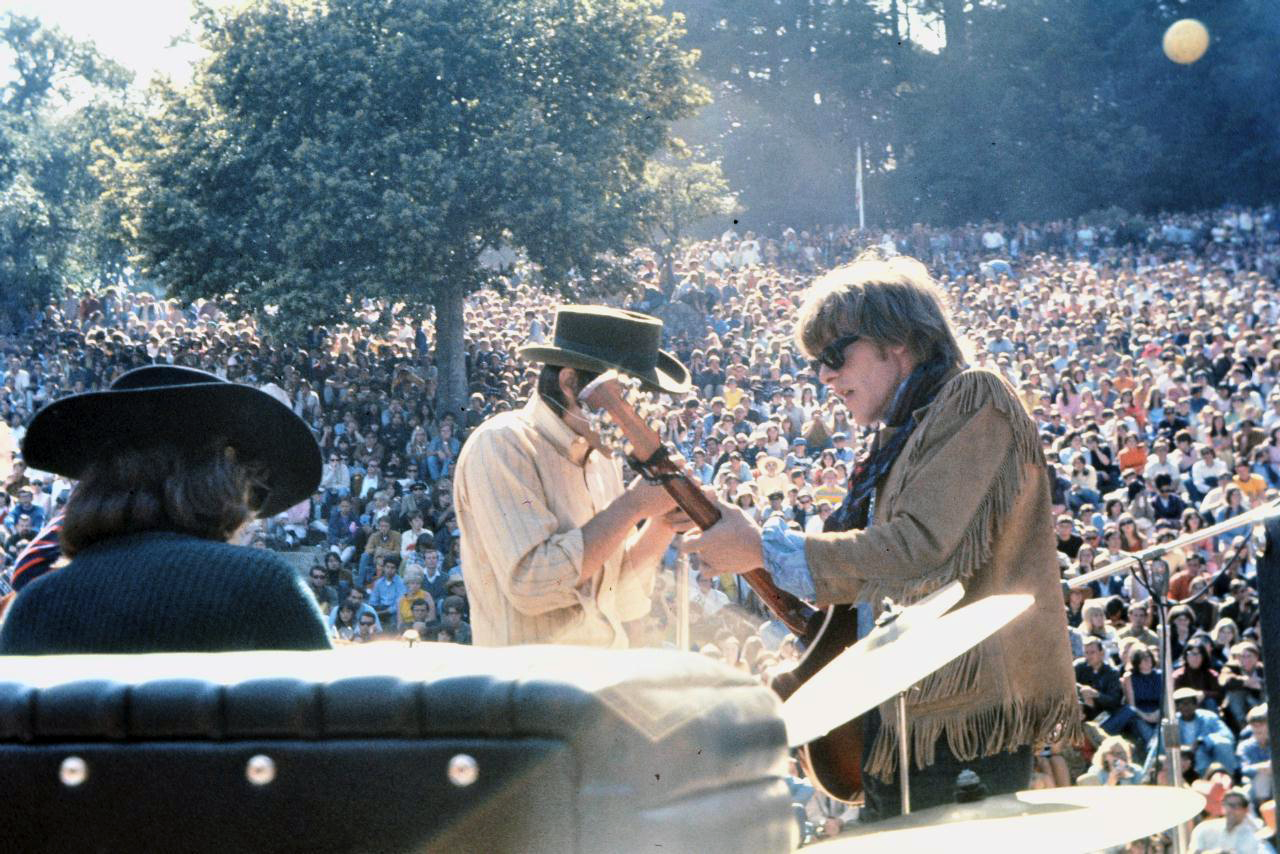
KFRC Fantasy Fair et Magic Mountain Music Festival dans le county de Marin en Californie, juin 1967 (Paul Kantner à droite)

Crown of Creation (1968) est un album parfois jugé transitoire, plus structuré que Baxter's, tandis que Bless Its Pointed Little Head (1969) immortalisait leur performance live au Fillmore (San Francisco) et au Fillmore East (New York),. Conséquence de la désertion de la scène de San Francisco, le groupe sort Volunteers (1969), leur contribution la plus politique. Le titre éponyme, We Can Be Together, Good Shepherd, et le post-apocalyptique Wooden Ships (une composition de Stills et Crosby) en sont tous des exemples.
La même année, le groupe joue au festival de Woodstock, le matin, à l'heure de la « morning maniac music », d'après Grace Slick. Ils jouent au premier festival de l'île de Wight (1968). En décembre de la même année, ils jouent au concert gratuit organisé sur la piste de course d’Altamont en Californie. Les Stones étaient en tête d'affiche et le Grateful Dead aurait dû également jouer ce jour-là. Le concert fut gâché par la violence de la foule ; Marty Balin fut mis KO pendant une bagarre avec les Hells Angels, groupe de bikers initialement engagés par les Rolling Stones pour faire la sécurité et payés en canettes de bière ; Meredith Hunter, un adolescent noir qui avait exhibé une arme pendant le concert des Stones, est poignardé par ces Hell's Angels devant les caméras. Cet incident est le point central du documentaire Gimme Shelter.
Balin et Dryden quittent le groupe peu de temps après. Les albums Bark et Long John Silver sortent sous le propre label du groupe, Grunt Records, avec Joey Covington à la batterie et Papa John Creach au violon. Le groupe est finalement dissous lorsque la formation Hot Tuna devint un groupe à plein temps pour Casady et Kaukonen. La pochette de l'album live Thirty Seconds Over Winterland (1973) représentant des grille-pain volants est restée célèbre, inspirant notamment l'économiseur d'écran After Dark.

### Jefferson Starship
Pendant la période de transition, au début des années 1970, Paul Kantner enregistre l'album Blows Against the Empire avec son groupe qu'il surnomme Jefferson Starship, faisant ainsi apparaître ce nom pour la première fois. Le groupe comprenait David Crosby (de Crosby, Stills, Nash and Young), Jerry Garcia (guitariste du Grateful Dead), Peter Kaukonen, frère de Jorma, et d'anciens membres de Jefferson Airplane. C'est pendant cette période que Kantner officialise sa relation avec Grace Slick ; leur fille China Kantner naquit peu après. Les musiciens du groupe célébrèrent la naissance de China avec Sunfighter, un album teinté d'environnementalisme, sorti sous les noms de Kantner et Slick. Un troisième opus sortira et bien que ne portant pas le nom de Starship, il en est sans aucun doute possible : Baron von Tollbooth & the Chrome Nun, de Grace Slick, Paul Kantner et David Freiberg. Dans la foulée, Slick enregistre son premier album solo, Manhole dont la première face est une composition de Grace qui devait servir de bande son à un film du même nom. On retrouve pratiquement la formation de Baron, plus Gary Duncan, ancien de Quicksilver Messenger Service.
En 1974, Jefferson Airplane renaît officiellement en tant que Jefferson Starship, fondé par Kantner et Slick. Balin monte à bord à temps pour enregistrer le single Caroline pour le premier album de Jefferson Starship, Dragon Fly. La formation telle qu'elle était alors comprenait quelques rescapés : le batteur John Barbata et le violoniste Papa John Creach, ainsi que le bassiste-claviériste-chanteur David Freiberg (du groupe Quicksilver Messenger Service) et le guitariste Craig Chaquico. Elle fut la plus performante commercialement, bien que leur style plus conventionnel déçût certains fans. En 1975, l'album Red Octopus devient plusieurs fois disque de platine notamment grâce à la ballade travaillée de Balin, Miracles. Les deux albums suivants, Spitfire (1976) et Earth (1978) eurent également beaucoup de succès. Cependant, l'alcoolisme de Slick devient un réel problème qui provoqua deux concerts catastrophiques en Allemagne en 1978. Le premier soir, les fans saccagèrent la scène parce que Slick n'était pas montée sur scène. Le soir suivant, Slick, complètement ivre, choque le public par des propos blasphématoires et des allusions sexuelles d'un bout à l'autre de ses morceaux. Elle quitte le groupe à la suite de ce désastre.
À la fin 1978, le groupe désormais privé de Grace Slick enregistre Light the Sky on Fire pour le Star Wars Holiday Special, un épisode inédit de la saga qui se situerait, dans la chronologie de la série, entre les épisodes IV et V. Balin quitte ensuite le groupe, qui trouva un nouveau chanteur en la personne de Mickey Thomas (qui chantait sur le morceau Fooled Around and Fell in Love d'Elvin Bishop). Sa voix de fausset mène le groupe vers un son rock plus dur, comparable à Journey. L'ancien batteur de Journey, Aynsley Dunbar, remplacera d'ailleurs Barbata, blessé dans un accident de voiture.
Après la sortie en 1979 de Freedom at Point Zero (dont le single Jane est issu), sur leur album suivant, Modern Times (1981), Grace Slick revient pour une unique chanson, Stranger. Les albums Winds of Change et Nuclear Furniture sortent respectivement en 1982 et 1984.

### Starship

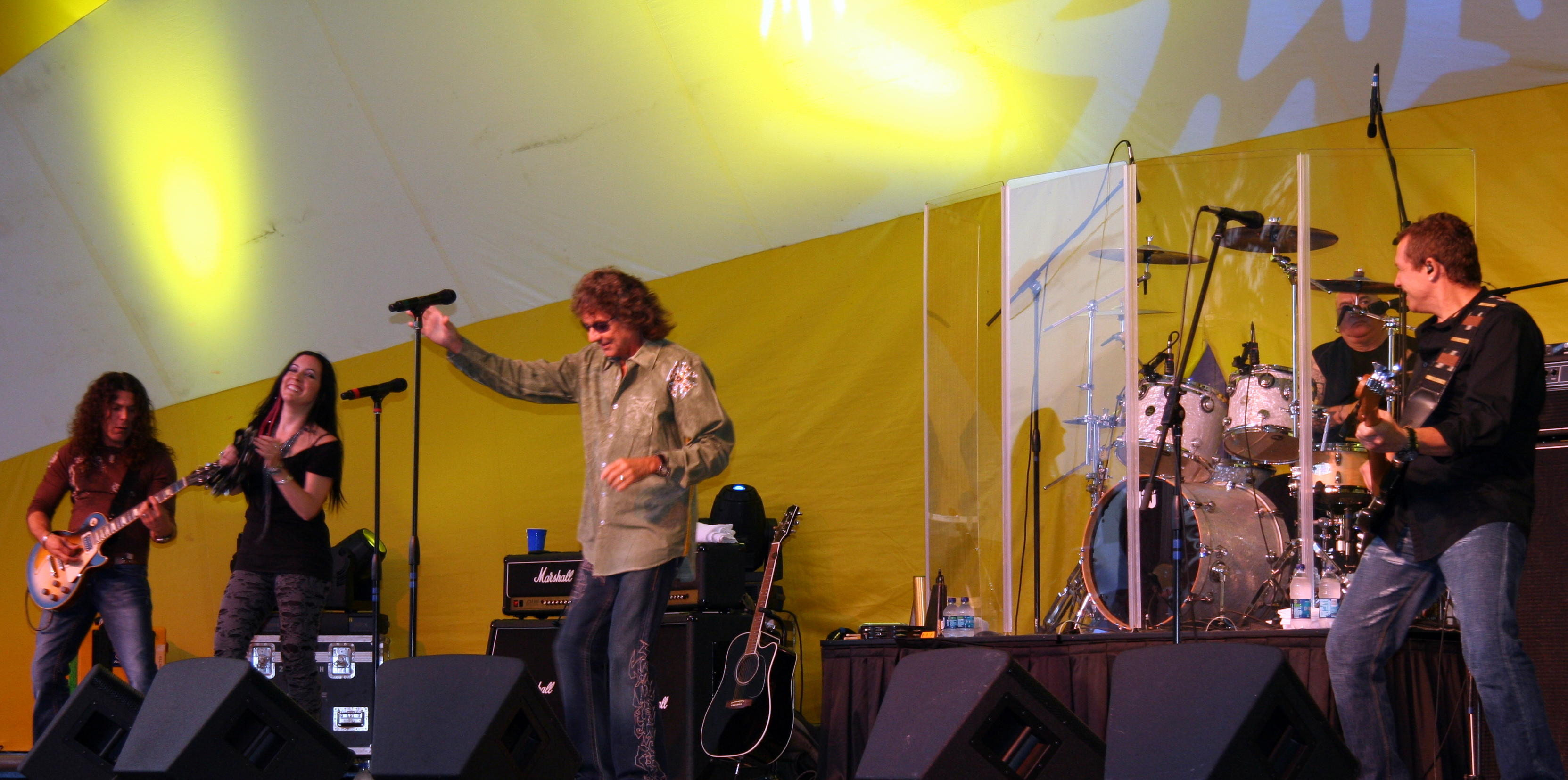
Starship en 2010.

En 1984, Kantner, le dernier membre fondateur restant, quitte le groupe après avoir mené les actions légales nécessaires pour empêcher le reste du groupe de conserver le nom Jefferson. Il gagne le procès et le nom du groupe est réduit à Starship. Freiberg, de plus en plus marginalisé par le reste du groupe, le quitta également.
En 1985, Starship sort Knee Deep in the Hoopla avec un succès immédiat : deux titres classés numéro 1. Le premier, We Built This City, écrit par Bernie Taupin, Martin Page, Dennis Lambert, et Peter Wolf était inspiré par la station de radio KSAN-FM. Kantner critique ce morceau, qui est par la suite qualifié du « pire morceau de tous les temps » par le Blender Magazine dans son classement des 50 plus mauvais morceaux. VH1 le qualifie également de « Titre le plus incroyablement mauvais » dans un classement équivalent. Le second numéro un est Sara. Pour la première fois, le groupe avait un titre numéro 1 (et même deux d'un coup) et l'album fut disque de platine.
En 1987, le titre Nothing's Gonna Stop Us Now fait partie de la bande originale du film Mannequin et est numéro 1. L'année suivante c'était le tour du titre Wild Again dans le film Cocktail. À la sortie de l'album No Protection, le bassiste Pete Sears quitte le groupe. L'album est certifié disque d'or, notamment grâce aux hits Nothing's Gonna Stop Us Now et It's Not Over ('til It's Over). Grace Slick quitte le groupe en 1988. Le reste du groupe, sort Love Among the Cannibals en 1989, et l'aventure se termine finalement en 1990.

### Derniers événements
En 1996, la formation 1966-1970 de Jefferson Airplane est introduite au Rock and Roll Hall of Fame, où Balin, Casady, Dryden, Kantner et Kaukonen joueront. Grace Slick, souffrante, ne peut assister à la cérémonie. L'année 1998 assiste à la production et la diffusion de l'épisode très populaire du documentaire Behind the Music sur VH1 parlant de Jefferson Airplane, réalisé par Bob Sarles. Les membres Grace Slick, Marty Balin, Paul Kantner, Jorma Kaukonen, Jack Casady et Spencer Dryden sont interviewés dans l'épisode, aux côtés de David Crosby, Bill Thompson (agent artistique d'Airplane) et China Kantner, fille de Paul Kantner et Grace Slick.
En 2004, le film Fly Jefferson Airplane (réalisé par Bob Sarles) est publié en DVD. Spencer Dryden meurt d'un cancer du côlon le 11 janvier 2005. Jorma Kaukonen et Jack Casady jouent un set au Lockn' Festival en 2015 pour fêter les 50 années d'existence de Jefferson Airplane. Ils sont rejoints par G.E. Smith, Rachael Price, Larry Campbell et Teresa Williams. En 2016, Jefferson Airplane reçoit un Grammy Lifetime Achievement Award.
Signe Anderson et Paul Kantner meurent le 28 janvier 2016.

## Discographie

### Albums studio
- 1966 : Jefferson Airplane Takes Off
- 1967 : Surrealistic Pillow
- 1967 : After Bathing at Baxter's
- 1968 : Crown of Creation
- 1969 : Volunteers
- 1971 : Bark
- 1972 : Long John Silver
- 1989 : Jefferson Airplane

### Albums live
- 1969 : Bless Its Pointed Little Head
- 1973 : Thirty Seconds Over Winterland
- 1990 : Live at the Monterey Festival (enregistré le 17 juin 1967)
- 1998 : Live at the Fillmore East (enregistré en 1968 au Fillmore East de New York)
- 2007 : Sweeping Up the Spotlight: Live at the Fillmore East 1969 (enregistré en 1969 au Fillmore East)
- 2010 : Signe's Farewell (enregistré le 15 octobre 1966 au Fillmore)
- 2010 : Grace's Debut (enregistré le 16 octobre 1966 au Fillmore)
- 2010 : We Have Ignition (enregistré les 25 et 27 novembre 1966 au Fillmore)
- 2010 : Return to the Matrix (enregistré le 1er février 1968)

### Compilations
- 1970 : The Worst of Jefferson Airplane
- 1974 : Early Flight
- 1977 : Flight Log
- 1987 : 2400 Fulton Street
- 1992 : Jefferson Airplane Loves You (coffret 3 CD)
- 1996 :  Journey [The best of]
- 2001 : Ignition (coffret 4 CD reprenant les quatre premiers albums du groupe)
- 2005 : The Essential Jefferson Airplane (coffret 2 CD-40 th anniversary collection)

### Singles
- It's No Secret / Runnin' 'Round This World (1966)
- Come Up the Years / Blues from an Airplane (1966)
- Bringing Me Down / Let Me In (1966)
- My Best Friend / How Do You Feel? (1967)
- Somebody to Love / She Has Funny Cars (1967)
- White Rabbit / Plastic Fantastic Lover (1967)
- Ballad of You and Me and Pooneil / Two Heads (1967)
- Watch Her Ride / Martha (1967)
- Greasy Heart / Share a Little Joke (1968)
- Crown of Creation / If You Feel (1968)
- The Other Side of This Life / Plastic Fantastic Lover (versions live) (1969)
- Volunteers / We Can Be Together (1969)
- Have You Seen the Saucers? / Mexico (1970)
- Pretty as You Feel / Wild Turkey (1971)
- Long John Silver / Milk Train (1972)
- Twilight Double Leader / Trial By Fire (versions live) (1972)
- Summer of Love (1989)

## Membres
- Signe Anderson - chant (1965-1966, décédée en janvier 2016)
- Marty Balin - chant, guitare (1965-1971, 1989)
- Paul Kantner - guitare, chant (1965-1973, 1989, décédé en janvier 2016)
- Jorma Kaukonen - guitare, chant (1965-1973, 1989)
- Bob Harvey - basse (1965)
- Jerry Peloquin - batterie (1965)
- Jack Casady - basse (1965-1973, 1989)
- Skip Spence - batterie (1965-1966)
- Spencer Dryden - batterie (1966-1970)
- Grace Slick - chant, claviers (1966-1973, 1989)
- Joey Covington - batterie, chant (1970-1972)
- Johnny Barbata - batterie (1972-1973)
- David Freiberg - chant (1972–1973)
- Papa John Creach - violon (1970-1973, décédé en février 1994)